# Microdus acutidentatus
Microdus acutidentatus är en bladmossart som beskrevs av Pierre Tixier 1966. Microdus acutidentatus ingår i släktet Microdus och familjen Dicranaceae. Inga underarter finns listade i Catalogue of Life.